# Mossale
Mossale è una frazione del comune di Corniglio, in provincia di Parma.

## Geografia fisica
Mossale è suddiviso nelle quattro località di La Strada, Mossale Superiore, Mossale Inferiore e Polita. Sorge sulla destra orografica del torrente Parma, alle pendici del Monte Aguzzo e del meno imponente Groppo della Tesa. Mossale Superiore è posto a 953 s.l.m., mentre la frazione inferiore a 865 s.l.m.; dista 8 km di strada da Corniglio. Si può raggiungere attraverso la Strada dei Cento Laghi in direzione di Bosco, per poi imboccare una ripida strada comunale.

## Storia
Mossale venne citato nell'antichità per la sua cappella ed il suo ormai scomparso castello sin dal 1200, ciò testimoniano l'esistenza del borgo già in epoca altomedievale. La sua prima citazione è appunto riguardante ad un rogito del 1216, dove Obizzo Fieschi, il Vescovo di allora, acquistò da Armanno di Uberto da Cornazzano tre quarti del castello ed alcune munizioni di quello di Roccaferrara:"tres partes Castri Mosalli pro indiviso et totum domum et totam turrim eiusdem Castri Mosalli". Di questo forte si perderanno le tracce già dal 1218, anno della sua presunta rovina. Nel 1327 il Vescovo Ugolino de' Rossi pagò a Manuello di Vallisnera alcuni tributi di vassalli abitanti nella borgata di Mossale. 
La sua Chiesa venne nominata la prima volta nella pergamena del 1230, dove oltre ad essa vengono stilati altri nomi di chiese cornigliesi:"Cappella de Mossale- Plebs Cornilii", testimoniandone così l'origine alquanto antica. Nel 1564 verrà specificato che la Chiesa è intitolata a San Biagio.

## Monumenti e luoghi d'interesse

### Chiesa di San Biagio
Menzionata per la prima volta nel 1230, l'antica cappella di San Biagio divenne sede parrocchiale autonoma nel 1564; un tempo si trovava nella località superiore, ma nel 1955 dopo la sua rovina venne ricostruita sulla provinciale, nella località La Strada, grazie alle pressioni del parrocchiale Don Arnaldo Baga. 
Ha una facciata a capanna, una pianta a croce latina dove al suo interno sono presenti due cappelle laterali di fianco all'altare principale.
Nella parte inferiore dell'edificio è stato realizzato un ampliamento del Centro Sociale, utilizzato per feste.